# Neorhagadochir salvini
Neorhagadochir salvini är en insektsart som först beskrevs av Mclachlan 1877.  Neorhagadochir salvini ingår i släktet Neorhagadochir och familjen Archembiidae. Inga underarter finns listade i Catalogue of Life.